# Parque nacional de las Montañas Bale
El Parque nacional de las Montañas Bale es un parque nacional en la región de Oromia, en el sureste del país africano de Etiopía. Creado en 1970, este parque cubre unos 2.200 kilómetros cuadrados de las Montañas de Bale hacia el oeste y suroeste de Goba en la zona de Bale. Dentro de sus límites, están algunos de los puntos más altos en Etiopía, incluyendo el Monte Batu.
Las Montañas de Bale contienen tres ecorregiones bien diferenciadas: las llanuras del norte con matorrales y bosques, la meseta central Sanetti con una altitud media de más de 4000 metros, y el bosque del sur de Harenna, conocido por sus mamíferos, anfibios y aves, incluyendo muchas especies endémicas, como el cercopiteco de las montañas Bale (Chlorocebus djamdjamensis). La Meseta central de Sanetti es el hábitat de la mayor población de los lobos etíopes (Canis simensis), en peligro de extinción.